# Aaron Lawrence (labdarúgó)
Aaron Lawrence (Lucea, 1970. augusztus 11. –) jamaicai válogatott labdarúgókapus.
A jamaicai válogatott tagjaként részt vett a 2000-es és a 2003-as CONCACAF-aranykupán, illetve az 1998-as világbajnokságon.